# Asparagàcies
Les asparagàcies (Asparagaceae) són una família de plantes angiospermes monocotiledònies de l'ordre de les asparagals.

## Taxonomia
Aquesta família va ser descrita per primer cop l'any 1789 a l'obra Genera Plantarum per Antoine-Laurent de Jussieu. El gènere de l'espàrrec (Asparagus) dona nom a aquesta família.

### Gèneres
Dins d'aquesta família es reconeixen els 120 gèneres següents:
- Acanthocarpus Lehm.
- Agave L.
- Albuca L.
- Alrawia (Wendelbo) Perss. & Wendelbo
- Androstephium Torr.
- Anemarrhena Bunge
- Anthericum L.
- Aphyllanthes L.
- Arthropodium R.Br.
- Asparagus Tourn. ex L.
- Aspidistra Ker Gawl.
- Austronea Mart.-Azorín, M.B.Crespo, M.Pinter & Wetschnig
- Autonoe (Webb & Berthel.) Speta
- Barnardia Lindl.
- Beaucarnea Lem.
- Behnia Didr.
- Bellevalia Lapeyr.
- Beschorneria Kunth
- Bessera Schult.f.
- Bloomeria Kellogg
- Bowiea Harv. ex T.Moore & Mast.
- Brimeura Salisb.
- Brodiaea Sm.
- Camassia Lindl.
- Chamaexeros Benth.
- Chlorogalum (Lindl.) Kunth
- Chlorophytum Ker Gawl.
- Clara Kunth
- Comospermum Rauschert
- Convallaria L.
- Cordyline Comm. ex R.Br.
- Danae Medik.
- Dandya H.E.Moore
- Dasylirion Zucc.
- Daubenya Lindl.
- Diamena Ravenna
- Dichelostemma Kunth
- Dichopogon Kunth
- Diora Ravenna
- Dipcadi Medik.
- Dipterostemon Rydb.
- Disporopsis Hance
- Diuranthera Hemsl.
- Dracaena Vand. ex L.
- Drimia Jacq. ex Willd.
- Drimiopsis Lindl. & Paxton
- Echeandia Ortega
- Eremocrinum M.E.Jones
- Eriospermum Jacq. ex Willd.
- Eucomis L'Hér.
- Eustrephus R.Br.
- Fessia Speta
- Furcraea Vent.
- Fusifilum Raf.
- Hagenbachia Nees & Mart.
- Hastingsia S.Watson
- Hemiphylacus S.Watson
- Herreria Ruiz & Pav.
- Herreriopsis H.Perrier
- Hesperaloe Engelm.
- Hesperocallis A.Gray
- Hesperoyucca (Engelm.) Trel.
- Heteropolygonatum M.N.Tamura & Ogisu
- Hooveria D.W.Taylor & D.J.Keil
- Hosta Tratt.
- Hyacinthella Schur
- Hyacinthoides Heist. ex Fabr.
- Hyacinthus Tourn. ex L.
- Jaimehintonia B.L.Turner
- Lachenalia J.Jacq. ex Murray
- Laxmannia R.Br.
- Ledebouria Roth
- Leucocrinum Nutt. ex A.Gray
- Liriope Lour.
- Lomandra Labill.
- Maianthemum F.H.Wigg.
- Massonia Thunb. ex Houtt.
- Merwilla Speta
- Milla Cav.
- Muilla S.Watson ex Benth.
- Muscari Mill.
- Muscarimia Kostel. ex Losinsk.
- Namophila U.Müll.-Doblies & D.Müll.-Doblies
- Nolina Michx.
- Occultia Stedje & Rulkens
- Ophiopogon Ker Gawl.
- Ornithogalum L.
- Oziroe Raf.
- Paradisea Mazzuc.
- Peliosanthes Andrews
- Petronymphe H.E.Moore
- Polygonatum Mill.
- Prospero Salisb.
- Pseudogaltonia (Kuntze) Engl.
- Pseudolachenalia G.D.Duncan
- Pseudoprospero Speta
- Puschkinia Adams
- Reineckea Kunth
- Resnova van der Merwe
- Rohdea Roth
- Romnalda P.F.Stevens
- Ruscus L.
- Schizocarphus van der Merwe
- Schoenolirion Durand
- Scilla L.
- Semele Kunth
- Sowerbaea Sm.
- Speirantha Baker
- Spetaea Wetschnig & Pfosser
- Theropogon Maxim.
- Thysanotus R.Br.
- Trichopetalum Lindl.
- Trihesperus Herb.
- Triteleia Douglas ex Lindl.
- Triteleiopsis Hoover
- Tupistra Ker Gawl.
- Veltheimia Gled.
- Xerolirion A.S.George
- Xochiquetzallia J.Gut.
- Yucca L.
- Zagrosia Speta
- Zingela N.R.Crouch, Mart.-Azorín, M.B.Crespo, M.Pinter & M.Á.Alonso

### Sinònims
Els següents noms científics són sinònims heterotípics d'Asparagaceae:
- Agavaceae Dumort.
- Dracaenaceae Salisb.
- Eriospermaceae Orb.
- Hyacinthaceae Batsch ex Borkh.

## Història taxonòmica
A la primera classificació filogenètica APG (1998), es va reconèixer l'ordre de les asparagals, situat dins del clade de les monocotiledònies, i la família de les asparagàcies.
El sistema APG II del 2003, també reconeixia la família de les asparagàcies, però permetia afegir-hi de manera opcional les antigues famílies Agavaceae, Aphyllanthaceae, Hesperocallidaceae, Hyacinthaceae, Laxmanniaceae, Ruscaceae i Themidaceae.
El sistema APG III del 2009 ja només permetia el sentit ampli de la definició de les asparagàcies, va desaparèixer l'opcionalitat d'incloure-hi les antigues famílies Agavaceae, Aphyllanthaceae,Hesperocallidaceae, Hyacinthaceae, Laxmanniaceae, Ruscaceaei Themidaceae que van passar a ser proposades com a subfamílies:
| Nova denominació            | Denominació antiga                      |
| --------------------------- | --------------------------------------- |
| subfamília Agavoideae       | famílies Agavaceae i Hesperocallidaceae |
| subfamília Aphyllanthoideae | família Aphyllanthaceae                 |
| subfamília Asparagoideae    | família Asparagaceae en sentit estricte |
| subfamília Brodiaeoideae    | família Themidaceae                     |
| subfamíila Lomandroideae    | família Laxmanniaceae                   |
| subfamília Nolinoideae      | família Ruscaceae                       |
| subfamília Scilloideae      | família Hyacinthaceae                   |

Al sistema APG IV (2016) la situació no va canviar, es continuen reconeixent les mateixes set subfamílies.

### Altres sistemes
El sistema Cronquist (1981) incloïa les espècies que actualment forme part de les asparagàcies dins la família de les liliàcies, tot i que ja començava a haver-hi evidències de que calia dividir les liliàcies en famílies més homogènies.
El sistema Takhtadjan (1997) reconeixia l'ordre de les asparagals i la família de les asparagàcies, però amb una composició diferent de l'actual.